# Fenoarivo Atsinanana
Fenoarivo Atsinanana ili Istočni Fenoarivo, grad na sjeveroistoku Madagaskara s 20 439 stanovnika, upravno središte Regije Analanjirofo i Distrikta Fenoarivo Atsinanane u Provinciji Toamasini.
Fenoarivo na malgaškom znači tisuću ratnika, a Atsinanana istok.

## Povijest
U 17. stoljeću su se kraj Fenoariva sidrili pirati, oni su i izgradili svoju utvrdu kraj mjesta Vohimasine (3 km južno) od koje su danas ostale samo ruševine. Grad je bio prijestolnica malgaškog naroda Betsimisaraka. Iz njega je na početku 18. stoljeća njihov legendarni kralj Ratsimilahoujedinio dotad neprijateljske plemenske klanove i osnovao svoje kratkotrajno Kraljevstvo Betsimisaraka. Njegov skromni grob nalazi se na otočiću Nosy Hely nasuprot gradske plaže.

## Geografska i klimatska obilježja
Fenoarivo Atsinanana leži na obali Indijskog oceana u plodnoj obalnoj ravnici, okružena brojnim plantažama kave, klinčića i ličija. Grad je udaljen 420 km od glavnog grada Antananariva i oko 100 km od provincijskog središta Toamasine. Klima je vruća tropska s dvije sezone. Vlažna traje od listopada do travnja, a suha od svibnja do rujna kad prosječna dnevna temperatura može narasti na preko 40°C.

## Gospodarstvo i promet
Kroz grad prolazi državna magistrala br. 5 (magistrala uz obalu Indijskog oceana) preko koje je povezan s Toamasinom i Antananarivom. Iako leži na moru, nema nikakvu uređenu luku.
Fenoarivo Atsinanana je trgovačko središte poljoprivrednog kraja u kojem se najviše stanovnika bavi tom djelatnošću.

## Vanjske poveznice
- Localités Fénérive Est